# Điểm hữu tỷ
Trong lý thuyết số và hình học đại số, một điểm hữu tỷ của đa tạp đại số là một điểm có tọa độ thuộc về một trường nhất định. Nếu trường không được đề cập tới, trường số hữu tỷ thường được coi là ngầm định. Nếu trường nói đến là trường các số thực, một điểm hữu tỷ thường được gọi là điểm thực.
Nghiên cứu các điểm hữu tỷ là mục tiêu trung tâm của lý thuyết số và hình học Diophantine. Ví dụ, định lý lớn của Fermat có thể được trình bày lại như sau: với n > 2, đường cong Fermat của phương trình {\displaystyle x^{n}+y^{n}=1} không có điểm hữu tỷ nào khác ngoài (1, 0), (0, 1) và, nếu n là chẵn, (–1, 0) và (0, –1).

## Định nghĩa
Cho một trường k và một phần mở rộng đại số đóng K của k, một đa tạp affine X trên k là tập hợp các không điểm phổ biến trong {\displaystyle K^{n}} của một tập hợp các đa thức có hệ số thuộc k:
{\displaystyle f_{1}(x_{1},\ldots ,x_{n})=0,\ldots ,f_{r}(x_{1},\dots ,x_{n})=0.}
Các không điểm phổ biến này được gọi là các điểm của X.
Một điểm hữu tỷ k (k - hữu tỷ hoặc k-point) của X là một điểm của X thuộc về k n, nghĩa là một chuỗi (a 1,..., an) của n phần tử của k sao cho f j   (a1,..., an) = 0 với mọi j. Tập hợp các điểm hữu tỷ k của X thường được ký hiệu là X(k).
Đôi khi, khi trường k được hiểu hoặc khi k là trường Q của các số hữu tỷ, người ta nói "điểm hữu tỷ" thay vì "điểm k-hữu tỷ".
Ví dụ: các điểm hữu tỷ của vòng tròn đơn vị với phương trình
{\displaystyle x^{2}+y^{2}=1}
là các cặp số hữu tỷ
{\displaystyle \left({\frac {a}{c}},{\frac {b}{c}}\right),}
Trong đó {\displaystyle (a,b,c)} là một bộ ba số Pythagore.

## Sách tham khảo
- Campana, Frédéric (2004), "Orbifolds, special varieties and classification theory" (PDF), Annales de l'Institut Fourier, 54 (3): 499–630, doi:10.5802/aif.2027, MR 2097416
- Colliot-Thélène, Jean-Louis; Kanevsky, Dimitri; Sansuc, Jean-Jacques (1987), "Arithmétique des surfaces cubiques diagonales", Diophantine Approximation and Transcendence Theory, Lecture Notes in Mathematics, quyển 1290, Springer Nature, tr. 1–108, doi:10.1007/BFb0078705, ISBN 978-3-540-18597-0, MR 0927558
- Esnault, Hélène (2003), "Varieties over a finite field with trivial Chow group of 0-cycles have a rational point", Inventiones Mathematicae, 151 (1): 187–191, arXiv:math/0207022, Bibcode:2003InMat.151..187E, doi:10.1007/s00222-002-0261-8, MR 1943746
- Hassett, Brendan (2003), "Potential density of rational points on algebraic varieties", Higher Dimensional Varieties and Rational Points (Budapest, 2001), Bolyai Society Mathematical Studies, quyển 12, Springer Nature, tr. 223–282, doi:10.1007/978-3-662-05123-8_8, ISBN 978-3-642-05644-4, MR 2011748
- Heath-Brown, D. R. (1983), "Cubic forms in ten variables", Proceedings of the London Mathematical Society, 47 (2): 225–257, doi:10.1112/plms/s3-47.2.225, MR 0703978
- Hindry, Marc; Silverman, Joseph H. (2000), Diophantine Geometry: an Introduction, Springer Nature, ISBN 978-0-387-98981-5, MR 1745599
- Hooley, Christopher (1988), "On nonary cubic forms", Journal für die reine und angewandte Mathematik, 1988 (386): 32–98, doi:10.1515/crll.1988.386.32, MR 0936992
- Katz, N. M. (1980), "The work of Pierre Deligne" (PDF), Proceedings of the International Congress of Mathematicians (Helsinki, 1978), Helsinki: Academia Scientiarum Fennica, tr. 47–52, MR 0562594
- Kollár, János (2002), "Unirationality of cubic hypersurfaces", Journal of the Mathematical Institute of Jussieu, 1 (3): 467–476, arXiv:math/0005146, doi:10.1017/S1474748002000117, MR 1956057
- Poonen, Bjorn (2017), Rational Points on Varieties, American Mathematical Society, ISBN 978-1-4704-3773-2, MR 3729254
- Silverman, Joseph H. (2009) [1986], The Arithmetic of Elliptic Curves (ấn bản thứ 2), Springer Nature, ISBN 978-0-387-96203-0, MR 2514094
- Skorobogatov, Alexei (2001), Torsors and Rational Points, Cambridge University Press, ISBN 978-0-521-80237-6, MR 1845760